# Christian Pander (futbolista)
Christian Pander (Münster, Alemania Federal, 28 de agosto de 1983) es un exfutbolista alemán que jugaba de defensa.
Se retiró en 2016 debido a los constantes problemas que sufría en una de sus rodillas.

## Clubes
| Club             | País     | Año       |
| ---------------- | -------- | --------- |
| FC Schalke 04 II | Alemania | 2002-2004 |
| FC Schalke 04    | Alemania | 2004-2011 |
| Hannover 96      | Alemania | 2011-2015 |

## Palmarés

### Títulos nacionales
| Título           | Club          | País     | Año  |
| ---------------- | ------------- | -------- | ---- |
| Copa de Alemania | FC Schalke 04 | Alemania | 2011 |